# Regius Professor of Moral and Pastoral Theology (Oxford)
Der Regius Professor of Moral and Pastoral Theology ist eine 1842 von Königin Viktoria als Regius Professor of Pastoral Theology gestiftete Regius-Professur für Theologie an der University of Oxford. Neben dieser Regius Professur für Theologie gibt es noch die ca. 1540 durch Heinrich VIII. gestiftete Regius Professur of Divinity an gleicher Universität sowie die gleichzeitig gegründete Regius Professor of Divinity an der University of Cambridge. Außerdem wurde eine Regius Professur of Divinity am Trinity College der University of Dublin gestiftet.

## Regius Professor of Moral and Pastoral Theology
| Name                             | Namenszusatz   | von  | bis  | Anmerkung |
| -------------------------------- | -------------- | ---- | ---- | --- |
| Charles Atmore Ogilvie:582       |                | 1842 | 1873 | |
| Edward King                      | M.A.           | 1873 | 1885 | King wurde auf Empfehlung der Königin zum Bischof von Lincoln gewählt. |
| Francis Paget                    | M.A., D.D.     | 1885 | 1892 | Paget wurde 1892 zum Dekan der Cathedral Church Oxford ernannt. 1889 übernahm er das Bischofsamt in Oxford und behielt das Amt bis zu seinem Tod. |
| Robert Campbell Moberly          | D.D.           | 1892 | 1903 | 1898 wurde Moberly einer der Ehrenkaplane von Königin Victoria. |
| Robert Lawrence Ottley           | M.A., D.D.     | 1903 | 1933 | Bei der Amtsübernahme von Ottley wurde die Professur noch als Regius Professor of Pastoral Theology bezeichnet. |
| Kenneth Escott Kirk              | D.D.           | 1933 | 1937 | Kirk wurde auf Empfehlung des Königs zum Bischof von Oxford. |
| Leonard Hodgson                  | M.A.           | 1938 | 1944 | 1944 folgte Hodgson Oliver Chase Quick als Regius Professur of Divinity. |
| Robert Cecil Mortimer            | D.D.           |      | 1949 | Mortimer wurde auf Empfehlung des Königs zum Bischof von Exeter ernannt. |
| Vigo Auguste Demant              | D.Litt., B.Sc. | 1949 | 1972 | |
| Peter Richard Baelz              | M.A., D.D.     | 1972 | 1980 | |
| Oliver Michael Timothy O’Donovan | M.A., D.Phil.  | 1982 | 2006 | |
| Nigel John Biggar                | M.A., Ph.D.    | 2007 |      | Biggar befasst sich in seinen Arbeiten mit christlicher Ethik und Menschenrechten unter Berücksichtigung anderer Gesichtspunkte wie der Ethik von Nationen, Ethik des Krieges, Christentum, liberalen Werten, der pluralistischen Gesellschaft und der Entwicklung moralischer Tugenden an Universitäten. |